# Markus Rusek
Markus Rusek (* 26. Dezember 1993 in Wien) ist ein österreichischer Fußballspieler. Er spielt auf der Position eines Mittelfeldspielers.

## Karriere
Rusek begann seine Karriere 2001 beim DSV Fortuna 05 in Wien. In der Saison 2005/06 spielte er beim österreichischen Rekordmeister SK Rapid Wien. Daraufhin wechselte er zum First Vienna FC, ehe er in der Saison 2010/11 zum FC Admira Wacker Mödling ging.
Dort wurde er 2011 in den Kader der zweiten Mannschaft aufgewertet, wo er sein Debüt in der Regionalliga Ost am 18. März 2011 gegen den SC Neusiedl am See gab, als man Auswärts 0:2 verlor und Rusek in der 67. Minute für Dominik Kisistok eingewechselt wurde. Nach guten Leistungen wurde er Anfang der Saison 2012/13 in den Kader der Bundesligamannschaft geholt, wo er sein erstes Spiel am 23. Februar 2013 gegen den späteren Meister FK Austria Wien machte. Der Mittelfeldspieler spielte bei der 0:4-Niederlage durch.
Die Saison 2014/15 verbrachte Rusek auf Leihbasis beim Zweitligisten SV Horn. Zur Saison 2015/16 kehrte er nicht zur Admira zurück, sondern wechselte innerhalb der Liga zum Bundesliga-Absteiger SC Wiener Neustadt.
Zur Saison 2018/19 wechselte er zum SK Austria Klagenfurt, bei dem er einen bis Juni 2019 laufenden Vertrag erhielt. In drei Spielzeiten in Klagenfurt kam er zu 80 Zweitligaeinsätzen, in denen er neun Tore erzielte, zudem war er in der Saison 2020/21 Kapitän der Kärntner. Nach dem Bundesligaaufstieg 2021 wechselte er zur Saison 2021/22 zum Zweitligisten Grazer AK, bei dem er einen bis Juni 2023 laufenden Vertrag erhielt. Für den GAK kam er zu 71 Zweitligaeinsätzen, ehe er mit den Steirern 2024 ebenfalls in die Bundesliga aufstieg. Im Oberhaus kam er in der Saison 2024/25 aber nie mehr zum Zug. Daraufhin wurde Ruseks Vertrag im Jänner 2025 aufgelöst.
Im Anschluss daran kehrte er zu Zweitligist First Vienna FC zurück, bei dem er bereits in seiner Jugend gespielt hatte.